# Mistrzostwa Świata w biegu 24-godzinnym 2023
Mistrzostwa Świata w biegu 24-godzinnym 2023 – zawody lekkoatletyczne, które odbyły się 1 i 2 grudnia 2023 w Tajpej.
Polska drużyna kobiet zdobyła złoty medal, a mężczyzn srebrny medal, Patrycja Bereznowska brązowy medal indywidualnie.

## Medaliści
|                         | 1. miejsce                                                                              | Rezultat   | 2. miejsce                                                                | Rezultat   | 3. miejsce                                                               | Rezultat   |
| Mężczyźni indywidualnie | Aleksandr Sorokin                                                                       | 301,790 km | Fotis Zisimopulos                                                         | 292,254 km | Andrij Tkaczuk                                                           | 284,540 km |
| Mężczyźni drużynowo     | Litwa 1. Aleksandr Sorokin · 2. Andrius Preibys · 3. Ruslan Seitkalijev                 | 813,368 km | Polska 1. Andrzej Piotrowski · 2. Andrzej Mazur · 3. Mariusz Napiórkowski | 787,964 km | Wielka Brytania 1. Daniel Hawkins · 2. Daniel Lawson · 3. Robert Britton | 772,127 km |
| Kobiety indywidualnie   | Miho Nakata                                                                             | 270,363 km | Ołena Szewczenko                                                          | 254,463 km | Patrycja Bereznowska                                                     | 249,541 km |
| Kobiety drużynowo       | Polska 1. Patrycja Bereznowska · 2. Aleksandra Niwińska · 3. Milena Grabska-Grzegorczyk | 726,552 km | Japonia 1. Miho Nakata · 2. Chiyoko Kato · 3. Yuko Kusunose               | 702,911 km | Czechy 1. Petra Pastorová · 2. Lenka Horáková · 3. Lenka Berrouche       | 697,275 km |

## Reprezentacja Polski

### Mężczyźni
Drużyna mężczyzn zajęła 2. miejsce z wynikiem 787,964 km
| Miejsce | Zawodnik             | Klub                | Rezultat   |
| 6.      | Andrzej Piotrowski   | WKS Wawel Kraków    | 265,886 km |
| 11.     | Andrzej Mazur        | KKS SFORA Bojano    | 261,278 km |
| 12.     | Mariusz Napiórkowski | LKS Korab Olecko    | 260,800 km |
| 18.     | Tomasz Pawłowski     | KB Supermaratończyk | 254,811 km |

### Kobiety
Drużyna kobiet zajęła 1. miejsce z wynikiem 726,552 km
| Miejsce | Zawodniczka                | Klub                 | Rezultat   |
| 3.      | Patrycja Bereznowska       | Wieliszew Heron Team | 249,541 km |
| 7.      | Aleksandra Niwińska        | LKS Olymp Błonie     | 243,304 km |
| 14.     | Milena Grabska-Grzegorczyk | UKS Azymut Pabianice | 233,706 km |
| 20.     | Anna Kapica                | CWKS Resovia Rzeszów | 226,759 km |
| 21.     | Monika Biegasiewicz        | MKL Szczecin         | 225,134 km |
| 25.     | Aneta Rajda                | TL Pogoń Ruda Śląska | 221,229 km |